# Здзеславице (Малопольское воеводство)
Здзеслави́це (пол. Zdzięsławice) — село в Польше в сельской гмине Михаловице Краковского повета Малопольского воеводства.

## География
Село располагается в 12 км от административного центра воеводства города Краков. Село находится на Малопольском пути святого Иакова.

## История
Первое упоминание о селе относится к 1374 году. В разное время село носило наименования: Здзеславиче и Дзеславице. В 1396 году краковский воевода Спитек из Мельшина установил границу между Здзиславице и Рациборовице. Через село в позднем средневековье проходил торговый путь из Кракова до Восточной Пруссии. В XV веке владельцем села был Ян герба Гриф. В 1791 году село насчитывало 14 домохозяйств с 87 жителями. В это же время в селе была построена усадьба.
В 1975—1998 годах деревня входила в состав Краковского воеводства.

## Население
По состоянию на 2013 год в селе проживало 196 человек.
| 2010 | 2013 |
| ---- | ---- |
| 219  | 196  |

| Перепись  | Всего   | Всего | Женщины | Женщины | Мужчины | Мужчины |
| --------- | ------- | ----- | ------- | ------- | ------- | ------- |
| Единицы   | человек | %     | человек | %       | человек | %       |
| Население | 196     | 100   | 108     |         | 88      |         |